# 伊斯干达·祖卡奈因·再努丁
伊斯干达（1991年5月24日—），全名伊斯干达·祖卡奈因·再努丁（Iskandar Zulkarnain Zainuddin），馬來西亞著名羽毛球男子單打運動員。在青年期，他曾赢得2009世青赛男单亚军。

## 簡歷
2008年10月，伊斯干达·祖卡奈因·再努丁代表马来西亚参加印度浦那举办的世界青年羽毛球錦標賽，助马来西亚队赢得混团季军。
2009年10月，伊斯干达·祖卡奈因·再努丁代表马来西亚参加本国举办的世界青年羽毛球錦標賽，在率先进行的团体赛，助马来西亚队赢得混团亚军；此外，还赢得男子单打亚军。
2013年4月，伊斯干达·祖卡奈因·再努丁出战馬來西亞羽毛球黃金大獎賽，在男单準决赛以1比2（18-21、21-18、16-21）不敌队友的吳順發。同年7月，他代表马来西亚参加俄羅斯喀山举办的世界大學生運動會羽球比賽，赢得男子单打铜牌。
2014年9月，伊斯干达·祖卡奈因·再努丁代表馬來西亞參加南韓仁川舉行的亞運會羽毛球比賽，與隊友合作贏得男子團體賽銅牌。
2015年2月，伊斯干达·祖卡奈因·再努丁出战奧地利羽毛球公開賽，在男单决赛以1比2（21-14、18-21、19-21）不敌赛会头号种子、中国香港名将的伍家朗，赢得亚军。同年6月，他代表马来西亚参加新加坡举办的東南亞運動會羽毛球比賽，助
马来西亚男队赢得铜牌。同年8月，他出战新加坡羽毛球國際系列賽，在男单决赛以2比0（21-11、21-15）击败了赛会3号种子、队友的蘇德智，这也是他首个國際系列賽男单冠军。同年9月，他出战波蘭羽毛球國際賽，在男单决赛以2比0（21-12、21-18）击败了资格赛选手、丹麦名将的安德斯·安东森，赢得第二个國際系列賽男单冠军。同年10月，他出战瑞士羽毛球國際賽，在男单决赛以2比1（21-19、16-21、21-11）击败了赛会3号种子、芬兰名将的维莱·朗，首次赢得國際挑戰賽男单冠军。同年11月，他出战馬來西亞羽毛球國際挑戰賽，在男单準决赛以0比2（13-21、19-21）不敌赛会9号种子、队友的宋俊洋。
2016年1月，伊斯干达·祖卡奈因·再努丁出战馬來西亞羽毛球大師賽，在男单决赛以0比2（18-21、11-21）不敌赛会头号种子、前辈的李宗伟，赢得亚军。同年5月，他入选湯姆斯盃的男单大名单，助马来西亚队赢得男团季军。同年6月，他出战中華台北羽毛球公開賽，在男单準决赛以0比2（16-21、10-21）不敌赛会5号种子、东道主名将的周天成。同年11月，他出战中國羽毛球首要超級賽，在男单準决赛以1比2（20-22、22-20、7-21）不敌赛会4号种子、丹麦名将的简·奥·约根森。
2017年8月，伊斯干达·祖卡奈因·再努丁代表马来西亚参加本国举办的東南亞運動會羽毛球比賽，助马来西亚队赢得男子團體银牌。同年9月，他出战比利時羽毛球國際賽，在男单準决赛以0比2（22-24、16-21）不敌日本名将的桃田賢斗。同年11月，他出战馬來西亞羽毛球國際挑戰賽，在男单决赛以2比0（21-11、21-13）轻取晚辈的梁峻豪，赢得国际赛男单冠军。
2018年1月，伊斯干达·祖卡奈因·再努丁出战印度羽毛球公開賽，在男单準决赛以1比2（21-18、10-21、19-21）不敌赛会4号种子、中国的石宇奇。同年2月，他代表马来西亚参加本国举办的亞洲羽毛球團體錦標賽，助球队赢得男子團體季军。
伊斯干达受傷病影響國際賽表現而漸失教練團信賴，最終於2018年11月向大馬羽協提出辭呈，決定以自由人身份繼續征戰國際賽。2019年7月，伊斯干达在俄羅斯舉辦的白夜羽毛球賽奪下兩年以來首座國際賽冠軍。
2021年9月，伊斯干达受邀成為愛爾蘭國家隊教練。2022年3月27日，為專心執教，在個人Instagram上宣佈退役。

## 主要比賽成績
只列出曾進入準決賽的國際賽事成績：
| 年份   | 賽事                     | 公開賽級別 | 項目     | 成績   |
| ------ | ------------------------ | ---------- | -------- | ------ |
| 2008年 | 世界青年羽毛球錦標賽     | 其他       | 混合團體 | 季軍   |
| 2009年 | 世界青年羽毛球錦標賽     | 其他       | 混合團體 | 亞軍   |
| 2009年 | 世界青年羽毛球錦標賽     | 其他       | 男子單打 | 亞軍   |
| 2013年 | 馬來西亞羽毛球黃金大獎賽 | 黃金大獎賽 | 男子單打 | 準決賽 |
| 2013年 | 世界大學生運動會羽球比賽 | 其他       | 男子單打 | 銅牌   |
| 2014年 | 亞洲運動會羽毛球比賽     | 其他       | 男子團體 | 銅牌   |
| 2015年 | 奧地利羽毛球公開賽       | 國際挑戰賽 | 男子單打 | 亞軍   |
| 2015年 | 東南亞運動會羽毛球比賽   | 其他       | 男子團體 | 銅牌   |
| 2015年 | 新加坡羽毛球國際系列賽   | 國際系列賽 | 男子單打 | 冠軍   |
| 2015年 | 波蘭羽毛球國際賽         | 國際系列賽 | 男子單打 | 冠軍   |
| 2015年 | 瑞士羽毛球國際賽         | 國際挑戰賽 | 男子單打 | 冠軍   |
| 2015年 | 馬來西亞羽毛球國際挑戰賽 | 國際挑戰賽 | 男子單打 | 準決賽 |
| 2016年 | 馬來西亞羽毛球大師賽     | 黃金大獎賽 | 男子單打 | 亞軍   |
| 2016年 | 湯姆斯盃                 | 其他       | 男子團體 | 季軍   |
| 2016年 | 中華台北羽毛球公開賽     | 黃金大獎賽 | 男子單打 | 準決賽 |
| 2016年 | 中國羽毛球首要超級賽     | 首要超級賽 | 男子單打 | 準決賽 |
| 2017年 | 東南亞運動會羽毛球比賽   | 其他       | 男子團體 | 銀牌   |
| 2017年 | 比利時羽毛球國際賽       | 國際挑戰賽 | 男子單打 | 準決賽 |
| 2017年 | 馬來西亞羽毛球國際挑戰賽 | 國際挑戰賽 | 男子單打 | 冠軍   |
| 2018年 | 印度羽毛球公開賽         | 超級500賽  | 男子單打 | 準決賽 |
| 2018年 | 亞洲羽毛球團體錦標賽     | 其他       | 男子團體 | 季軍   |
| 2019年 | 中國陵水羽毛球大師賽     | 超級100賽  | 男子單打 | 準決賽 |
| 2019年 | 西班牙羽毛球國際賽       | 國際挑戰賽 | 男子單打 | 準決賽 |
| 2019年 | 白夜羽毛球賽             | 國際挑戰賽 | 男子單打 | 冠軍   |
| 2019年 | 海得拉巴羽毛球公開賽     | 超級100賽  | 男子單打 | 準決賽 |

| 2007-2017年 | 首要超級賽 | 超級賽 | 黃金大獎賽 | 大獎賽 | 國際挑戰賽 | 國際系列賽 | 未來系列賽 | 其他 |

| 2018-2026年 | 總決賽 | 超級1000賽 | 超級750賽 | 超級500賽 | 超級300賽 | 超級100賽 | 國際挑戰賽 | 國際系列賽 | 未來系列賽 | 其他 |

## 主要對賽紀錄
伊斯干达·祖卡奈因·再努丁與曾交过對手的對賽成績如下，截至2019年1月31日：

| 對手   | 對賽次數 | 對賽結果 | 對賽結果 | 總計 |
| 對手   | 對賽次數 | 勝       | 負       | 總計 |
| ------ | -------- | -------- | -------- | ---- |
| 宋浚洋 | 3        | 2        | 1        | +1   |
| 林志咏 | 2        | 2        | 0        | +2   |
| 詹俊為 | 2        | 2        | 0        | +2   |
| 刘国伦 | 1        | 1        | 0        | +1   |
| 梁峻豪 | 1        | 1        | 0        | +1   |
| 李宗伟 | 1        | 0        | 1        | -1   |

| 對手                   | 對賽次數 | 對賽結果 | 對賽結果 | 總計 |
| 對手                   | 對賽次數 | 勝       | 負       | 總計 |
| ---------------------- | -------- | -------- | -------- | ---- |
| 伍家朗                 | 5        | 3        | 2        | +1   |
| 斯里坎特·基达姆比      | 4        | 2        | 2        | 0    |
| 简·奥斯特加德·约根森   | 4        | 0        | 4        | -4   |
| 林祐賢                 | 3        | 2        | 1        | +1   |
| 阮進明                 | 3        | 1        | 2        | -1   |
| 斯科特·埃文斯          | 2        | 2        | 0        | +2   |
| 萨米尔·维尔马          | 2        | 2        | 0        | +2   |
| 奇科·奥拉·德维·瓦多约  | 2        | 2        | 0        | +2   |
| 安德烈·马尔滕          | 2        | 2        | 0        | +2   |
| 菲尔曼·阿卜杜勒·科利克 | 2        | 2        | 0        | +2   |
| 孙完虎                 | 2        | 1        | 1        | 0    |
| 乔斌                   | 2        | 1        | 1        | 0    |
| 黄梓良                 | 2        | 1        | 1        | 0    |
| 周天成                 | 2        | 0        | 2        | -2   |
| 亚历山大·罗弗斯        | 1        | 1        | 0        | +1   |
| 埃米尔·霍尔斯特        | 1        | 1        | 0        | +1   |

## 外部連結
伊斯干达·祖卡奈因·再努丁的Instagram帳戶